# Michael Lok
Michael Lok (c.1532-c.1615) foi um comerciante e viajante inglês, principal partidário de Martin Frobisher.

## Biografia
Ele era o filho mais novo de Sir William Lok. Frequentou a escola até 1545, quando tinha treze anos. Seu pai então o mandou para Flandres e França. Depois de sete anos em Flandres, em 1552 ele foi para a Espanha, continuando o seu negócio como um comerciante. Lá e em Lisboa, viu o comércio das Antilhas Espanholas, e das Índias Orientais. Durante 24 anos, ele viajou e foi capitão de um navio de comércio de mil toneladas na região do Levante. 
No curso de suas viagens ele conheceu Martin Frobisher, e em 1576 entrou no esquema para a viagem para o noroeste, arcando com as despesas de seu próprio bolso.  Quando a Companhia Cathay foi formada em março de 1577, Lok foi nomeado governador por seis anos. O empreendimento, no entanto, faliu completamente, e em janeiro de 1579 ele teve que apresentar uma petição ao Conselho Privado para socorro e assistência.  Em junho de 1581, fez novamente petições ao Conselho Privado, a partir da prisão Fleet, condenado a pedido de William Borough a pagar por um navio comprado para a última viagem de Frobisher, embora ele alegou que a dívida não era sua, Lok também foi condenado por uma dívida ainda maior da Companhia Cathay.
Em 1587-8, Lok estava em Dublin, e em 1592 foi para Alepo como cônsul da Companhia do Levante por quatro anos. Depois de dois anos, no entanto, a nomeação foi sumariamente cancelada, pela intriga, (como afirmou Lok) de um Dorrington, a serviço de Sir John Spenser, vereador de Londres. Ele reivindicou o valor total do seu salário durante os quatro anos, mas em 1599 ele ainda estava reivindicando isso. Em 29 de junho de 1608 Lok escreveu a Robert Cecil, 1.º Conde de Salisbury enviando-lhe informações sobre os preparativos bélicos do rei da Espanha.

## Família
Lok casou-se, primeiro, com Joan, filha de William Wilkinson, xerife de Londres. Ela faleceu em 1571, deixando vários filhos, dos quais oito são nomeados em seu testamento (datado de 9 de fevereiro de 1570-1, comprovado por Lok em 6 de abril de 1571). Casou-se, uma segunda vez, com Mary (ou Margaret), filha de Martin Perient, tesoureiro do exército na Irlanda, viúva de Cæsar Adelmare (m. 1569), e mãe de Sir Julius Caesar, o juiz. Em 1579 Lok se descreveu como tendo uma esposa e quinze filhos.
A data exata e o local de morte de Michael Lok não são claras. 1615 parece provável.